# ГЕС Гранд-Фолс (Сент-Джон)
ГЕС Гранд-Фолс – гідроелектростанція у канадській провінції Нью-Брансвік. Знаходячись перед ГЕС Beechwood, становить верхній ступінь каскаду на річці Сент-Джон, яка починається у штаті Мен (США) та впадає до відомої своїми рекордними припливами затоки Фанді (частина Менської затоки між південним узбережжям Нью-Брансвіку та півостровом Нова Шотландія).
В межах проекту річку перекрили бетонною греблею, котра складається із одинадцяти водопропускних шлюзів. Вона допомагає спрямувати ресурс до дериваційного тунелю довжиною дещо менше за 1 км з діаметром 7,9 метра. На завершенні він сполучений із вирівнювальним резервуаром надземного типу – розміщеним на ферменій конструкції баком. Машинний зал розташований на березі Сент-Джон, при цьому відстань між ним та греблею по руслу складає 1,8 км.
Основне обладнання станції становлять чотири турбіни типу Френсіс загальною потужністю 66 МВт, які використовують напір від 38 до 40 метрів. 
Видача продукції відбувається по ЛЕП, розрахованій на роботу під напругою 138 кВ.
У другій половині 2010-х виник проект спорудження поряд більш потужної станції з показником 100 МВт.